# Tie Your Mother Down
Tie Your Mother Down is een nummer van de Britse band Queen uit 1977. Het werd uitgebracht als single van het album A Day at the Races uit 1976.

## Achtergrondinformatie
Het nummer werd geschreven door gitarist Brian May die het nummer voorzag van een stevige gitaarriff. May schreef het nummer op Tenerife terwijl hij werkte aan zijn sterrenkundig proefschrift. Hoewel hij het proefschrift toen niet afgemaakt heeft, heeft hij wel twee wetenschappelijke artikelen over deze studie mede gepubliceerd. De riff werd gecomponeerd op een Spaanse gitaar. Als grap verzon hij de tekst Tie your mother down. Zanger Freddie Mercury moedigde May aan om die tekst te behouden. Bij solo-optredens zingt May de regel "take your little brother swimming with a brick, that's all right," niet of zingt deze onverstaanbaar.
"Tie Your Mother Down" is het eerste nummer op "A Day at the Races" en wordt voorafgegaan door een instrumentaal intro van 1 minuut. Deze intro is bij het laatste nummer van het album, Teo Torriatte (Let Us Cling Together) de outro. De bedoeling was om een cirkel te creëren in het album, iets wat Pink Floyd ook vaak deed op haar albums.
Hoewel het nummer bij optredens favoriet was onder fans, bereikte het geen hoge plaatsen in de hitlijsten. Het bereikte slechts een bescheiden 31e positie in het Verenigd Koninkrijk. In de Nederlandse Top 40 werd de 14e positie gehaald, en in de Vlaamse Radio 2 Top 30 de 18e. Vanwege het matige succes ontbrak het nummer op het eerste verzamelalbum Greatest Hits. Het staat wel op het compilatiealbum Queen Rocks samen met andere hardrockgeoriënteerde nummers van Queen.

## Andere versies
In 1992 bij het Freddie Mercury Tribute Concert werd dit nummer uitgevoerd door Queen samen met Joe Elliot (zanger van Def Leppard) en Slash (gitarist van Guns N' Roses). May zong het eerste couplet en refrein, waarna Elliot het overnam.
Queen heeft het nummer ook een aantal keer uitgevoerd met de Foo Fighters. Onder andere bij de opname van Queen in de Rock and Roll Hall of Fame in 2001. Het nummer wordt ook vaak door Foo Fighters uitgevoerd zonder aanwezigheid van Queen.
In 2005 gingen de overgebleven Queen-leden, Brian May en Roger Taylor, met Paul Rodgers op tournee onder de naam Queen + Paul Rodgers. "Tie Your Mother Down" was hierbij, in een medley met "Reaching Out" van Rodgers' band Rock Therapy, het eerste nummer dat zij speelden tijdens hun concerten. Het concert in de Sheffield Hallam FM Arena op 9 mei 2005 werd opgenomen en uitgebracht op het livealbum Return of the Champions. "Reaching Out" / "Tie Your Mother Down" werd uitgebracht als single ter promotie van dit album en bereikte wereldwijd een aantal hitlijsten. Het werd de grootste hit in Italië, waar het tot plaats 22 kwam. In Nederland bereikte de single plaats 33 in de Top 40 en plaats 27 in de Single Top 100. Deze versie van het nummer werd in 2009 door Eminem gesampled op zijn single "Beautiful".
Tijdens een tribuutprogramma aan Rory Gallagher op BBC Radio 4, meldde May dat de riff van Tie Your Mother Down is geïnspireerd door het nummer Morning Sun van de band Taste.

### Geregistreerde live uitvoeringen
- Live Killers (1979)
- We Will Rock You (video) (1981)
- Queen on fire - Live at the Bowl (1982)
- Live at Wembley '86 / Live At Wembley Stadium (1986)
- Live Magic (1986)
- Hungarian Rhapsody (1986)
- Freddie Mercury Tribute Concert (1992)
- Live at the Brixton Academy (Brian Mays soloalbum - 1993)
- Return of the Champions (2005, gecomineerd met "Reaching Out" van Paul Rodgers, #33 in Nederlandse Top 40)
- Super Live in Japan (2005)
- Live in Ukraine (2008)

## Hitnoteringen

### NPO Radio 2 Top 2000
| Nummer met noteringen in de NPO Radio 2 Top 2000 | '00 | '01 | '02 | '03 | '04  | '05 | '06  | '07 | '08  | '09 | '10  | '11 | '12  | '13 | '14 | '15 | '16 | '17 | '18 | '19 | '20 | '21  | '22  | '23  | '24  |
| ------------------------------------------------ | --- | --- | --- | --- | ---- | --- | ---- | --- | ---- | --- | ---- | --- | ---- | --- | --- | --- | --- | --- | --- | --- | --- | ---- | ---- | ---- | ---- |
| Tie Your Mother Down                             | 501 | 785 | 939 | 955 | 1015 | 932 | 1186 | -   | 1389 | 918 | 1124 | 886 | 1108 | 904 | 978 | 927 | 912 | 865 | 732 | 885 | 986 | 1140 | 1238 | 1403 | 1778 |

1. ↑  Een '-' betekent dat het nummer niet was genoteerd en een vetgedrukt getal geeft de hoogste notering aan.
2. ↑  2000 was het eerste jaar met een notering voor dit nummer.